# Мандзони, Альберто
Альберто Мандзони (итал. Alberto Manzoni; родился 25 июня 2005 года, Тревильо, Италия) — итальянский футболист, полузащитник и нападающий «Аталанты».

## Клубная карьера
Мандзони — воспитанник академии «Аталанты» (играет там с 2014 года). В 14 лет играл в аренде в «Джана Эрминио». 24 октября 2023 года подписал с «Аталантой» профессиональный контракт. За клуб дебютировал 14 августа 2024 года в матче за Суперкубок УЕФА, заменив на 90-й минуте Марио Пашалича.

## Карьера в сборной
За сборную Италии до 19 лет сыграл один матч против сборной Австрии.

## Личная жизнь
Родился в Тревильо, но вырос в Кассано-д’Адда. С 5 до 9 лет жил во Франции, так как его отец Клаудио Мандзони нашёл там работу. В 2014 году семья вернулась в Италию.

## Стиль игры
Начинал играть в футбол как нападающий, но в академии «Аталанте» сначала стал крайним нападающим, а после аренды в «Джана Эрминио» стал играть треквартисту или меццалу. Учится в лингвистической гимназии, помимо итальянского языка знает испанский и французский, и, чуть хуже, английский. Из-за внешнего сходства в детстве его принимали за сына Хермана Дениса.

## Достижения
- Участник Суперкубка УЕФА: 2024